# Homme-dragon
Pour les articles homonymes, voir homme dragon.
L’Homme-dragon (Dragon Man) est un personnage de fiction évoluant dans l'univers Marvel de la maison d'édition Marvel Comics. Créé par le scénariste Stan Lee et le dessinateur Jack Kirby, le personnage de fiction apparaît pour la première fois dans le comic book Fantastic Four #35 en février 1965.

## Biographie du personnage

### Origines et parcours
L'androïde surnommé « Homme-dragon » a été créé par Gregson Gilbert, un scientifique qui faisait des expériences sur la vie artificielle. Mais c'est l'alchimiste Diablo qui le fit réellement vivre, grâce à ses potions.
Possédant l'intelligence d'un enfant, il fut envoyé par Diablo pour combattre les Quatre Fantastiques. Lors de la bataille, il refusa de blesser Jane Storm et se retourna contre son maître. Par la suite, Diablo reprit un contrôle sur lui et l'envoya combattre les Vengeurs avec plus de succès, grâce à une armée de répliques.
Les Inhumains s'intéressèrent à lui pensant qu'il appartient à la même espèce qu'eux. Ils souhaitèrent le capturer pour l'étudier mais les Quatre Fantastiques les en dissuadèrent. 
Au cours des années, il passa de maître en maître (Gregory Gideon, Le Sorcier, Aron le Gardien renégat...) et combattit divers super-héros (Spider-Man, Hulk, Namor, Captain America, etc.). Malgré cela, il ne commit aucun crime, ne se battant que lorsqu'il y fut poussé ou qu'il se sentait menacé. De plus, il reste très attaché aux femmes, en particulier Jane Storm et miss Hulk.
La seule relation de confiance est celle qu'il aura pendant quelque temps avec Ral Dorn, alias Dragon Lord. Celui-ci l'emmènera dans la dimension de Rammatpolen et en fera son coursier.

### Civil War
Durant la Guerre civile, on le vit aux funérailles de l'Homme aux échasses, au bar Sans-nom. Le Punisher empoisonna les criminels qui s'y trouvaient et incendia le bar. Mais la créature survit et fut récupéré par le SHIELD.
On le revit ensuite captif sur un bateau, avec d'autres super-vilains liés aux animaux (Requin-tigre, le Rhino, le Mandrill, le Grizzly, l'Homme-taureau...). Le Punisher sabota le navire et tous s'échappèrent.

### Dark Reign
Récemment, l'Homme-dragon fut vaincu par les centurions Nova et emprisonné dans la Prison 42 de la Zone négative avant qu'elle ne soit assiégée et prise par la horde de Blastaar.
Quand la Shadow Ops de l'Initiative lança un assaut pour la reprendre, l'Homme-dragon fut utilisé contre les humains. Mais il se retourna contre la Horde après avoir vu la jeune Komodo être blessée.

## Pouvoirs et capacités
L'Homme-dragon est une créature androïde d'apparence humanoïde et reptilienne et dotée d'ailes, mesurant 4,70 m et pesant 3,2 tonnes. Il a été amené à la vie grâce à des potions magiques de Diablo.
- Le corps androïde de l'Homme-dragon possède une force et une résistance surhumaines. Il peut soulever près de 100 tonnes et ne se fatigue jamais. Il a notamment tenu tête à Hulk ou Hercule.
- Il se sert de sa queue pour fouetter brutalement ses adversaires et ses ailes lui permettent de voler à vitesse modérée.
- Il peut exhaler par sa gueule un gaz proche du méthane, produit par son système digestif, qu'il enflamme en claquant des dents. La flamme produite est assez brûlante pour faire fondre le fer.
- Il est très sensible au froid et aux ondes ultrasoniques.